# Oleh Sentsov
Oleh Gennadevitj Sentsov (ryska: Олег Геннадьевич Сенцов, ukrainska: Олег Геннадійович Сенцов, Oleh Hennadijvytj Sentsov) född 13 juli 1976 i Simferopol, är en ukrainsk filmregissör, manusförfattare och filmproducent. Bland hans filmer märks Gámer, Nomery och Rhino.
Han dömdes 2015 i Ryssland för terrorism efter en skenrättegång och enligt internationella bedömare med fabricerade bevis. 2019 släpptes han efter en fångutväxling mellan Ryssland och Ukraina. Samma år fick han ta emot EU:s Sacharovpris.

## Biografi
Sentsov växte upp på Krim. Han studerade ekonomi i Kiev.

### Film
Hans långfilmsdebut Gámer från 2011 väckte uppmärksamhet. Gámer är en ukrainsk- och ryskspråkig film som skildrar en ung dataspelsfanatiker i en ukrainsk småstad. Under fängelsetiden i Ryssland skapade han långfilmen Nomery (2020) med hjälp av en kollega.
Rhino från 2021 utsågs bland annat till bästa film och tilldelades bronshästen vid Stockholms filmfestival. Filmen skildrar den undre världen i det post-sovjetiska Ukraina på 1990-talet.

### Politik och fängslande
Sentsov har som "AutoMaidan"-aktivist varit en uttalad pro-ukrainsk kritiker av Rysslands annekterande av Krim. Han greps 11 maj 2014 av Ryska federationens federala säkerhetstjänst i sitt hem i Simferopol och fördes till Leforotovofängelset i Moskva. 19 augusti 2015 dömdes han vid en militärdomstol i Rostov-na-Donu i Ryssland till 20 års fängelse för att "ha drivit en terrorcell på Krimhalvön och för att ha planerat attacker mot den ryska staten". Han dömdes för att vara involverad i två försök till mordbränder i Simferopol 14 och 18 april 2014, ett mot partiet Enade Rysslands lokalavdelning och ett annat mot ett av föreningen Krims ryska samfunds kontor, dåd som beställts av den högerextrema gruppen Högra sektorn. Både Sentsov själv och högra sektorn förnekar att han haft något samröre med dem. Han dömdes också för attentatsplaner mot offentliga byggnader och järnvägsstationer, samt för att på Segerdagen den 9 maj ha planerat att spränga Simferopols Leninstaty och Eviga lågan, ett monument till minne av det Stora fosterländska kriget. Han dömdes även för olaga vapeninnehav. Samtidigt dömdes Aleksandr Koltjenko till tio års fängelse för medhjälp till terrorbrott.
2016 flyttades Sentsov från ett högsäkerhetsfängelse i Tjeljabinsk till Sacha (före detta Jakutien) i östra Sibirien. Han flyttades senare till Rysslands nordligaste fängelse i staden Labytnangi på Jamal-halvön i Jamalo-Nentsien vid Vita havet. Han aviserade och inledde en obegränsad hungerstrejk den 14 maj 2018, en hungerstrejk som avbröts efter 144 dagar i början av oktober 2018, efter hot om tvångsmatning och hans tillstånd uppgavs då vara kritiskt. Han trodde att hans fall och hans krav om frigivning av alla ukrainska politiska fångar i Ryssland skulle få uppmärksamhet under Världsmästerskapet i fotboll 2018 i Ryssland, men hade fel.
Rättegångarna fördömdes av USA:s regering och EU då de anser att den bryter Internationell rätt. EU:s utrikeschef Federica Mogherini uttalade att "Ryska domstolar har inte behörighet att döma handlingar som begåtts utanför det internationellt erkända ryska territoriet". Rättegångarna fördömdes också av de ukrainska myndigheterna som ser domarna som politiska. Ryssland avvisade att Sentsov skulle vara politisk fånge.
Sentsov frisläpptes i samband med en större fångutväxling mellan Ukraina och Ryssland 7 september 2019.

## Sacharovpriset
Europaparlamentet tilldelade Oleh Sentsov EU:s Sacharovpris 2018. Sacharovpriset är ett medborgarrättspris för tankefrihet, som ges till den eller dem har gjort anmärkningsvärda insatser för att försvara de mänskliga och grundläggande rättigheterna mot intolerans, fanatism och förtryck. Han bjöds in till Strasbourg för att ta emot priset den 12 december 2018, men då han satt fängslad i ett högsäkerhetsfängelse vid Norra Ishavet kunde han inte närvara vid prisutdelningen. Sentsov benådades och frigavs i september 2019 och prisutdelningen genomfördes ett år försenad i december 2019.

## Filmografi
- 2008 - A Perfect Day for Bananafish (kortfilm)
- 2009 - The Horn of a Bull (kortfilm)
- 2011 - Gámer (långfilm)
- 2020 - Nomery (långfilm)
- 2021 - Rhino (långfilm) - en spelfilm som vann priset för bästa spelfilm vid Stockholms filmfestival.[15][16]